# Nionia perexigua
Nionia perexigua är en insektsart som beskrevs av Rauno E. Linnavuori 1956. Nionia perexigua ingår i släktet Nionia och familjen dvärgstritar. Inga underarter finns listade i Catalogue of Life.